# Tres Esquinas de Cachapoal
Tres Esquinas de Cachapoal es un sector de la localidad de Cachapoal, de la comuna de San Carlos en la Región de Ñuble.
En el sector se ubica la "Escuela G-150 de Tres Esquinas de Cachapoal", y el "Retén de Carabineros de Chile Cachapoal". También tiene una capilla y algunos minimercados.
- Datos: Q2836616